# 368P/NEAT
368P/NEAT è una cometa periodica appartenente alla famiglia delle comete gioviane. La cometa è stata scoperta il 2 settembre 2005; la sua riscoperta il 13 giugno 2018 ha permesso di numerarla. A causa della piccola MOID col pianeta Giove la cometa è potenzialmente soggetta a cambiamenti di orbita, anche drastici.